# Gråhøe (Lom)
De Gråhøe is een berg behorende bij de gemeente Lom in de provincie Oppland in Noorwegen. De berg, gelegen in Nationaal park Jotunheimen, heeft een hoogte van 2154 meter.
De Gråhøe is onderdeel van het gebergte Jotunheimen.